# Хенга, Анна Алоис
Анна Алоис Хенга — танзанийская юристка и правозащитница, известная своими социальными заслугами, включающими инициативы по расширению прав и возможностей женщин, например, борьбу с с калечащими операциями на женских половых органах в Танзании. В 2018 году стала исполнительным директором Правозащитного центра.

## Жизнь
Родители Хенги были государственными служащими, она была одной из шести детей. По словам самой Хенги, в детстве она не знала о дискриминации по половому признаку.
Хенга проводит кампании по сокращению калечащих операций на женских половых органах. Эти операции в Танзании вне закона с 1998 года, но, по оценкам, 10 % девочек все ещё страдают от них.
В 2015 году Хенга мобилизовала другие гражданские общества в Танзании для успешного наблюдения за всеобщими выборами в Танзании. Она также известна тем, что мотивирует других женщин участвовать в политике Танзании.
Хенга — правозащитница, и в 2018 году была назначена исполнительным директором Центра права и прав человека (LHRC), сменив доктора Хелен Киджо-Бисимба.
Ее основные специализации - права человека, анализ политики, гендер и практики для неправительственных и богословских организаций.
У Анны степень магистра в области политики и практики развития гражданского общества (Университет Мзумбе, Танзания), диплом постдипломного образования в области делового администрирования от Института финансового менеджмента (IFM Танзания), степень бакалавра права (Университет Дар-эс-Салама, Танзания), диплом по гендерным вопросам Шведского института государственного управления и диплом по теологии Школы богословия Маханаим, сертификат директора Института директоров (IoDT) и Сертификат корпоративного управления от ESAMI. Организация, которую она возглавляет, LHRC, документирует ситуацию с правами человека в Танзании в «Отчёте о правах человека в Танзании», который публикуется ежегодно и раз в два года. Организация также хорошо известна благодаря наблюдению за выборами, гражданскому образованию и построению демократических процессов. В 2019 году Анна была названа одной из лауреаток Международной женской премии за отвагу. В этот год было избрано три африканки — она, Мумина Хусейн Дарар (Джибути) и Мэгги Гобран (Египет).
 